# Liolaemus rosenmanni
Liolaemus rosenmanni este o specie de șopârle din genul Liolaemus, familia Tropiduridae, descrisă de Rayner Núñez Aguila în anul 1992. Conform Catalogue of Life specia Liolaemus rosenmanni nu are subspecii cunoscute.